# Needham & Company
Needham & Company, LLC ist eine US-amerikanische Investmentbank mit Sitz in New York City. Das Unternehmen wurde 1985 von George A. Needham gegründet, der bis heute die Funktion des Chief Executive Officer und Chairman einnimmt.
Needham & Company war bisher an mehr als 480 Erst- und Zweitplatzierungen beteiligt, deren Volumen zusammengenommen mehr als 35 Mrd. US-Dollar beträgt.

## Unternehmensbereiche
Das Unternehmen gliedert sich in insgesamt fünf Bereiche:
- Investment Banking
- Equity Research
- Asset Management
- Institutional Sales and Trading
- Corporate Services

Die umfassendste Außenwirkung hat dabei der Bereich Equity Research. Needham konzentriert sich auf Analysen von Aktien in den Bereichen Technologie, Biotechnologie und Life Sciences. Die Bank verfolgt dabei rund 340 Unternehmen regelmäßig. Insbesondere bei Wachstumsunternehmen mit kleiner Marktkapitalisierung ist Needham oft das einzige Analystenhaus, das Berichte und Einschätzungen veröffentlicht.